# Кут (Хмельницький район)
Кут —  село в Україні, у Волочиській міській громаді Хмельницького району Хмельницької області. Населення становить 119 осіб. До 2020 орган місцевого самоврядування — Поповецька сільська рада.

## Історія
7 (20) листопада 1917 року, відповідно до Третього Універсалу Української Центральної Ради, увійшло до складу Української Народної Республіки.
12 червня 2020 року, відповідно до розпорядження Кабінету Міністрів України № 727-р «Про визначення адміністративних центрів та затвердження територій територіальних громад Хмельницької області», увійшло до складу Волочиської міської громади.
19 липня 2020 року, в результаті адміністративно-територіальної реформи та ліквідації Волочиського району, увійшло до складу новоутвореного Хмельницького району.
22 червня 2023 року рішенням №230 Національної комісії зі стандартів державної мови віднесено до списку населених пунктів, які «можуть не відповідати лексичним нормам української мови», зокрема стосуватися «російської імперської чи колоніальної політики». Громаді рекомендовано обґрунтувати доцільність збереження поточної назви або запропонувати нову назву в установленому законодавством порядку.
5 червня 2025 року Постановою Верховної Ради України №4483-ІХ «Про перейменування окремих населених пунктів, назви яких містять символіку російської імперської політики або не відповідають стандартам державної мови» село Червоний Кут перейменовано на Кут. 